# Phaeospilodes distincta
Phaeospilodes distincta är en tvåvingeart som först beskrevs av Zia 1964.  Phaeospilodes distincta ingår i släktet Phaeospilodes och familjen borrflugor. Inga underarter finns listade i Catalogue of Life.